# 铪酸锶
铪酸锶是一种无机化合物，化学式为SrHfO3，存在无水物和二水合物。

## 制备
铪酸锶可以HfO(NO3)2·2H2O和SrCO3为原料制备。先将硝酸盐溶于水，按化学计量比加入SrCO3，在水中，HfO(NO3)2发生水解：
HfO(NO3)2 + 2 H2O → Hf(OH)4 + 2 HNO3
水解产生的HNO3作用于SrCO3：
2 HNO3 + SrCO3 → Sr(NO3)2 + H2O + CO2↑
最后，将溶液蒸干，在高温下，Hf(OH)4分解为HfO2，Sr(NO3)2先分解为Sr(NO2)2，然后进一步分解为SrO，高于700℃时，两者反应，得到产物SrHfO3：
SrO + HfO2 → SrHfO3
铪酸锶也可以通过在电化学电池中的阳极转换反应制备，所用电压高达210V，电极温度控制在300 K。铪箔未沉积的部分需要用1:1的硝酸和氢氟酸清洗。铪酸锶的薄膜还可以通过Hf对SrO2靶的气相沉积来制备。在Si(100)底物上的等离子气相沉积也能够制得产物，反应中用(MeCp)2Hf(OMe)将会提高生长速率。

## 用途
铪酸锶参杂某些金属（如铈），可以得到闪烁陶瓷粉体材料。

## 拓展阅读
- Red'ko, V.P.; Shevchenko, A.V.; Lopato, L.M. Polimorfizm gafnata i tsirkoniya strontsiya [Polymorphism of strontium hafnate and zirconate]. Izvestiya Akademii Nauk SSSR, Neorganicheskie Materialy, 1988. 24(12): 2027-2030
- Ma, Wen; Li, Peng; Dong, Hongying; Bai, Yu; Zhao, Jinlan; Fan, Xiaoze. . Journal of Thermal Spray Technology. 2014, 23 (1-2): 154–159. ISSN 1059-9630. doi:10.1007/s11666-013-0006-9.